# Estación Experimental Agropecuaria General Villegas
La Estación Experimental Agropecuaria General Villegas es una unidad funcional de investigación, extensión y fomento de la actividad agropecuaria argentina situada en el noreste de la provincia de Buenos Aires, perteneciente al Instituto Nacional de Tecnología Agropecuaria (INTA), organismo de carácter federal creado en 1956.

## Historia
El inicio de la Estación se remontan a los años 1960, cuando a partir de la iniciativa de un grupo de productores de la zona, se planteó la necesidad de contar con un campo experimental. Fue así que la provincia de Buenos Aires, por un convenio, cedió tierras para la Estación Experimental (esas fracciones habían pertenecido a la estancia de la familia Drabble) que el gobierno provincial expropió para realizar un plan de colonización. La estancia fue dividida en parcelas de 200 ha y entregada a los colonos, quedando una porción de 1070 ha sin colonizar. Esta fracción de mayor tamaño se convirtió en 1968 en Campo Experimental del INTA. 
En un primer momento el predio era "Campo Anexo" de la Estación Experimental Agropecuaria Anguil (provincia de La Pampa. pocos técnicos fueron enviados desde la provincia vecina para hacerse cargo de la estación. Los viejos edificios pertenecientes al casco de la estancia Drabble se convirtieron en las primeras dependencias. A raíz de la falta de medios transporte entre el pueblo de General Villegas, distante 30 km del campo, los técnicos debían residir de lunes a viernes en el mismo campo experimental. Como vivienda utilizaban también las viejas instalaciones de la estancia, de las que se conservaban algunos edificios. En esos primeros años, bajo la dirección de Edgardo Moreno y un grupo de jóvenes profesionales, acompañados por especialistas de FAO (desde Inglaterra), se realizaron sustanciales aportes a la producción pastoril de carne en base de alfalfa. Debido a la necesidad de generar nuevos conocimientos para las empresas mixtas de la región, el campo experimental fue elevado al grado de "Subestación Experimental". De esta manera se incorporaron nuevas especialidades de investigación, la radicación de nuevos técnicos y la instalación de experiencias agrícolas y ganaderas en coordinación con otras Unidades Experimentales. Durante este período – con la importante participación de productores vecinos y entidades rurales- se instaló, en un sector de la estación, el Sistema Experimental Demostrativo de Invernada, evaluado y analizado hoy como un hito en la producción moderna de carne a campo. Sus resultados triplicaron la productividad y eficiencia regional. Sin lugar a dudas este avance investigativo se expresó en notables incrementos en la producción, verificados en la zona en las tres décadas posteriores. 
Luego, en 1985 y a partir de una reorganización interna del Instituto, en la que se determinaba que las zonas de influencia de las Estaciones Experimentales debían estar ceñidas a la división política de las provincias, la subestación adquirió el carácter de "Estación Experimental Agropecuaria". Con esta modificación la Unidad adquirió independencia y diversificó sus actividades. A la tarea de experimentación se sumaron las labores de extensión en un área de influencia que abarcaba 10 distritos del ángulo norte de la provincia de Buenos Aires, donde funcionaban seis Agencias de Extensión Rural.
La nueva Estación Experimental pasó a formar parte del Centro Regional Buenos Aires Norte, junto con las EEA de Pergamino y San Pedro. En 1987 asumió por concurso como director de la Unidad el Ingeniero Agrónomo Rolando Hernández.
En el inicio de INTA, en 1958 el contacto con la comunidad rural se realizaba a través de equipos técnicos radicados en unidades denominadas Agronomías Regionales (nombre proveniente de cuando dependían del Ministerio de Agricultura, antes de 1958) (posteriormente llamadas Agencias de Extensión Rural) ubicadas en localidades de la zona de influencia de cada Estación Experimental. Su función era brindar asesoramiento. Se orientaba al productor en temas productivos y en la conservación del suelo, y mediante lo que se denominó “Servicio del Hogar Rural” se brindaba asesoramiento a la familia para el mejor aprovechamiento de los recursos que tenían a su alcance. 
Con el tiempo y los buenos resultados el sistema de Extensión se fue afianzando y los dirigentes de las distintas localidades comenzaron a solicitar la creación de nuevas Agencias en sus distritos. Esta interacción con las autoridades motivó la implementación en 1968 de un nuevo sistema que comprometía a las Intendencias y a las Entidades Gremiales en el financiamiento parcial de los gastos operativos; así nacieron las Agencias Cooperativas de Extensión Rural. De esta manera se consolidó una línea de llegada directa con el productor y sus problemáticas. 
Las unidades de extensión se desempeñaron fundamentalmente desarrollando labores destacadas en temas de conservación de suelos, mejoramiento de praderas, modernización del tambo, electrificación rural y comunicación con la comunidad. Debido al ciclo húmedo que afectó al área de influencia desde 1973 las agencias se abocaron, en colaboración con otras instituciones, a la evaluación de daños por anegamiento y construcción de redes freatimétricas para la confección de mapas de riesgo, al manejo de la empresa en ciclos húmedos y a la producción autosuficiente de alimentos. 
En los años 1990, las profundas transformaciones socioeconómicas por las que atravesaba el país llevaron a realizar también cambios en el sistema de Extensión, para mantener en vigencia los objetivos institucionales. 
En 1991, se incorporaron a la jurisdicción de la EEA los partidos de Florentino Ameghino, General Pinto y Lincoln, anteriormente pertenecientes a la órbita de la EEA de Pergamino. Las sucesivas modificaciones organizacionales constituyeron nuevos desafíos y oportunidades. En 2006, el área de Extensión cuenta con cuatro  Agencias de Extensión Rural consolidadas y en óptimo funcionamiento, en las localidades de Lincoln, Pehuajó, Trenque Lauquen y General Villegas. 
Con esfuerzo se fueron incrementando y consolidando los lazos interinstitucionales a través de la participación de la comunidad por medio del Consejo Local Asesor, la Asociación Cooperadora y de la permanente vinculación de la Estación con Entidades Gremiales y o Municipales.

## Logros
Continuidad de los Sistemas Experimentales Demostrativos (de Invernada, Sistema Mixto y de Producciones Orgánicas) integrando esfuerzos para resolver los problemas bioeconómicos que afectan a la empresa agropecuaria de la región. 
La Estación Experimental Agropecuaria General Villegas es una unidad de excelencia que genera y difundunde paquetes tecnológicos vinculados a la ganadería bovina para carne, la producción y comercialización de productos ecológicos y la intensificación sustentable de la producción agrícola. Busca respuestas a las demandas locales de productores agropecuarios y busca su crecimiento en un marco de equidad social. De esta manera se contribuye permanentemente en la solución de los principales problemas técnico- productivos y de gestión que afectan a la comunidad en general, y a las empresas rurales de la región.